# Corinella
Corinella é uma cidade no estado de Vitória, na Austrália. Está localizada a 114 km a sudeste de Melbourne, pela M1 e pela Bass Highway, na costa leste do Porto Ocidental. A cidade serve como destino de férias, com foco na pesca recreativa, e possui uma rampa para píer e barco. Acesso limitado a veículos também é fornecido à Ilha French a partir de Corinella, através de uma barcaça de operação privada.